# Holissus unciger
Holissus unciger är en spindelart som beskrevs av Simon 1882. Holissus unciger ingår i släktet Holissus och familjen ringögonspindlar. Inga underarter finns listade i Catalogue of Life.